# شورای محلی
شورای محلی (جمع عبری: Mo'atzot Mekomiot‎، ت. «Mo'atzot Mekomiot»، مفرد عبری: Mo'atzot Mekomiot Mo'atza Mekomit‎، جمع عربی: مجالس محليّة‎، مفرد عربی: مجلس محلّي‎) یکی از سه نوع دولت محلی موجود در اسرائیل است، دو نوع دیگر شوراهای شهری و منطقه‌ای هستند. ۱۲۴ شورای محلی در اسرائیل وجود دارد، از جمله ۶۹ شورای محلی عرب.